# Смертная казнь в Саудовской Аравии
Смертная казнь в Саудовской Аравии осуществляется согласно шариату, преимущественно методом обезглавления арабской саблей. Казни проводятся публично на площади Дира. В стране существует должность государственного палача, передающаяся по наследству в семье аль-Биши. Преступления, за которые предусмотрена смертная казнь, изнасилование. 

## Методы казни
Основным методом смертной казни в Саудовской Аравии является обезглавление согласно требованиям шариата.
Кроме обезглавления арабской саблей (самый распространенный вид казни) применяется также побиение камнями. В особых случаях встречаются даже случаи распятия обезглавленного тела. Большинство казней проходит публично, чаще всего на площади Дира (араб. ساحة الديرة‎; также известной как ميدان العدل‎ — «Площадь Справедливости» и ساحة الصفاة‎ — «Площадь Сафа»). Применение Саудовской Аравией жестоких телесных наказаний, таких как забивание камнями, повешение, ампутация, избиения плетью и обезглавление, подвергается международной критике.

## Государственные палачи
В Саудовской Аравии существует должность государственного палача. Должность главного палача Мекки передается по наследству в семье аль-Биши, и каждый наследник утверждается на должность самим королём. В настоящее время главным палачом является Абдалла ибн Саид аль-Биши. Казни в Мекке проводятся на площади перед воротами Абдель-Азиза, до этого они проводились напротив мечети Аль-Харам.
В стране существуют и другие династии палачей, которые подобно семье аль-Биши передают своё дело из поколения в поколение.

## Статистика
В 1995 году — казнено 192 человека, в 2002 было казнено 47 человек (45 мужчин, 2 женщины), в 2003 — 53 (52 мужчины, 1 женщина), в 2004 — 36 (35 мужчин, 1 женщина), в 2005 — 90 (88 мужчин, 2 женщины), в 2006 — 39 человек (35 мужчин, 4 женщины), в 2008 году — 102 человека, в 2009 году — 69 человек, в 2010 году — 26 человек, в 2011 году — 82 человека, в 2014 — 90, в 2015—158 человек, 2016 — более 154 человек. Всего, по данным на сайте «Amnesty International», за период с 1985 по 2016 годы в Саудовской Аравии казнили 2 тыс. человек.
В 2019 году в Саудовской Аравии состоялась крупная массовая казнь: 37 человек за один день.
В 2022 году в Саудовской Аравии состоялась крупнейшая массовая казнь за последние десятилетия: 81 человек за один день, включая граждан Йемена и Сирии.
В 2023 году в Саудовской Аравии были казнены 172 человека. В 2024 году в Саудовской Аравии были казнены 330 человек.

## Процесс казни
Сам процесс казни в Саудовской Аравии — целая церемония, традиции которой хранились и пополнялись на протяжении многих сотен лет.
Все казни совершаются после полуденной молитвы[уточнить] на центральной площади. Осужденный на смерть доставляется на место с завязанными глазами. Силы правопорядка очищают площадь от автомобилей и прохожих, после чего на земле расстилают кусок материи или пластика голубого цвета.
Офицер муттавы ведет осужденного в центр этой материи, осужденный становится на колени лицом в сторону Мекки. Если казнь происходит в Мекке — лицом к Каабе. Полицейские зачитывают приговор и отдают приказ привести его в исполнение.
Палач получает меч из рук офицера полиции, подходит к осужденному со спины, и перед отсечением головы делает несколько взмахов мечом в воздухе. Для скорейшей остановки фонтанирующего кровотечения на казни всегда присутствует медицинский работник или группа медиков. Тело обезглавленного хоронят в тот же день.

## Преступления
К преступлениям, за которые в Саудовской Аравии предусмотрена или допускается смертная казнь, относятся:
- прелюбодеяние[13],
- умышленное убийство[14],
- гомосексуальность[15],
- вооруженное ограбление[14],
- изнасилование или насильственные действия сексуального характера[14],
- вероотступничество (отречение от ислама) и атеизм[14][16],
- контрабанда, торговля, хранение и употребление наркотиков[14],
- магия и колдовство[17][18][19][20],
- лжепророчество,
- богохульство,
- шпионаж[21],
- «сражение против Аллаха и его посланника»[22][23].

## Известные казнённые
- Фейсал ибн Мусаид Аль Сауд, племянник и убийца короля Фейсала ибн Абдул-Азиза Аль Сауда, казнён 18 июня 1975 года путём обезглавления.
- Мишааль бинт Фахд аль Сауд, принцесса из дома Саудов, обвиненная в прелюбодеянии, казнена 15 июля 1977 года путём выстрела в голову[24]. Халед аль-Шаера Мулхаллала, сын посла Саудовской Аравии в Ливане, с которым у принцессы была любовная связь, в тот же день казнён путём обезглавления.
- Ризана Нафиик, домработница родом из Шри-Ланки, обвинённая в 2005 году в удушении младенца, за которым ей поручили присматривать. Была казнена 9 января 2013 года путём обезглавления[25].
- Шейх Нимр ан-Нимр, шиитский проповедник из Саудовской Аравии, казнён путём обезглавления 2 января 2016 года за призывы к беспорядкам и «выходу из повиновения правителей»[26].
- Фарис аз-Захрани, теоретик «Аль-Каиды», казнён 2 января 2016 года.
- Принц Турки ибн Сауд аль-Кабир был обвинен в убийстве Аделя бин Сулаймана бин Абдулкарима Аль-Михаймида и казнён 18 октября 2016 года путём отсечения головы[27].